# Lesenovci
Lesenovci (em cirílico: Лесеновци) é uma vila da Sérvia localizada no município de Aleksandrovac, pertencente ao distrito de Rasina, na região de Župa. A sua população era de 151 habitantes segundo o censo de 2011.

## Demografia
| 1948 | 1953 | 1961 | 1971 | 1981 | 1991 | 2002 | 2011 |
| ---- | ---- | ---- | ---- | ---- | ---- | ---- | ---- |
| 325  | 315  | 331  | 288  | 256  | 209  | 193  | 151  |